# 和平鸟
和平鸟（学名：Irena puella）为和平鸟科和平鸟属的鸟类。分布于斯里兰卡、印度、尼泊尔、锡金、不丹、孟加拉、中南半岛、印度尼西亚、菲律宾以及中国大陆的云南等地，常见于海拔约750米以下的常绿阔叶林、沟谷林以及也见于坝区竹林。该物种的模式产地在印度。

## 亚种
- 和平鸟指名亚种（学名：Irena puella puella）。分布于斯里兰卡、印度、尼泊尔、锡金、不丹、缅甸、老挝、柬埔寨、越南、泰国以及中国大陆的云南等地。该物种的模式产地在印度。[2]